# Meneláova věta

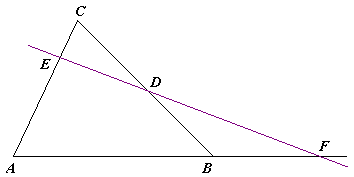
Příklad přímky EDF v případě, kdy protíná trojúhelník

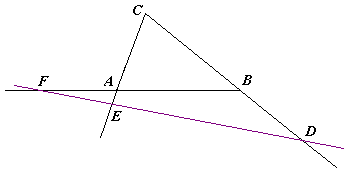
Příklad přímky EDF v případě, kdy neprotíná trojúhelník

Meneláova věta je tvrzení afinní geometrie o trojúhelnících tradičně připisované starořeckému matematikovi Meneláovi Alexandrijskému. Je duální k Cevově větě.

## Znění Meneláovy věty
Máme-li dány body A,B a C, které tvoří trojúhelník ABC, a jiné body D, E a F, které leží na přímkách BC, AC a AB, pak body D, E a F leží na přímce právě tehdy, když platí
{\displaystyle {\frac {AF}{FB}}\cdot {\frac {BD}{DC}}\cdot {\frac {CE}{EA}}=1}
V tomto výrazu uvažujeme délky úseček se znaménkem, které je dáno tím, nacházejí-li se body D, E a F uvnitř patřičných úseček, nebo vně. Například podíl AF/FB je kladný právě tehdy, pokud bod F leží na úsečce AB.

## Důkaz
Nejdříve ověříme znaménko levé strany a ukážeme, že musí být vždy záporné. To
plyne z toho, že přímka buď trojúhelník neprotne vůbec, nebo jej protne právě
ve dvou bodech (viz Paschův axiom). Na levé straně je tedy lichý počet
záporných zlomků a jejich součin bude vždy záporný.
Spustíme kolmice a, b a c z bodů A, B a C na přímku DEF. Z podobnosti trojúhelníků plyne, že
{\displaystyle {\frac {|AF|}{|BF|}}={\frac {a}{b}}}
{\displaystyle {\frac {|BD|}{|CD|}}={\frac {b}{c}}}
{\displaystyle {\frac {|CE|}{|AE|}}={\frac {c}{a}}}
tedy
{\displaystyle \left|{\frac {AF}{FB}}\cdot {\frac {BD}{DC}}\cdot {\frac {CE}{EA}}\right|=\left|{\frac {abc}{abc}}\right|=1}
Ještě zbývá dokázat, že pokud by body na přímce neležely, pak rovnost neplatí. Uvažujme bod X na přímce AB, který je různý od bodu F. Označme AF, AX a AB po řadě jako n, n', s. Předpokládejme, že rovnost platí i pro X. Pak platí
{\displaystyle {\frac {AF}{FB}}={\frac {AX}{XB}},}
neboli
{\displaystyle {\frac {n}{s-n}}={\frac {n'}{s-n'}},}
odkud uvedením na společného jmenovatele a zjednodušením dostaneme {\displaystyle n=n'}. Tedy {\displaystyle F=X}, čímž je důkaz hotov.